# Roland Feldhoffer
Roland Feldhoffer (* 8. Juli 1962 in Heidelberg) ist ein ehemaliger deutscher Gewichtheber.

## Karriere
Roland Feldhoffer begann als Jugendlicher beim ASV Ladenburg mit dem Gewichtheben. Er erlernte den Beruf eines Elektrikers und bildete sich später zum Energieanlagen-Elektroniker weiter.
Das erste bemerkenswerte Ergebnis gelang dem trainingsfleissigen Athleten im Jahre 1980, als er bei der deutschen Meisterschaft der A-Jugend (17./18. Lebensjahr) in Mötzingen in der Gewichtsklasse bis 75 kg Körpergewicht mit 235 kg im Zweikampf (102,5 kg Reißen u. 132,5 kg Stoßen) den 3. Platz belegte. Sieger wurde sein späterer Nationalmannschaftskollege Maik Nill aus Braunschweig mit 252,5 kg.
Im Jahre 1981 steigerte er seine Leistung im Zweikampf auf 252,5 kg (110 kg Reißen und 142,5 kg Stoßen), mit der er am Jahresende in der Rangliste der deutschen A-Junioren im Leichtschwergewicht (klasse bis 82,5 kg Körpergewicht) den 12. Platz belegte.
Im Jahre 1982 war er bei keiner deutschen Meisterschaft am Start. 1983 erreichte er jedoch bei der deutschen Meisterschaft der A-Junioren in Rettigheim mit 262,5 kg (115 kg Reißen, 147,5 kg Stoßen) wieder den 3. Platz. Sieger wurde Karl-Heinz Blois aus Wolfsburg mit 312,5 kg. Am Ende des Jahres 1983 hatte Roland Feldhoffer seine Leistung im Zweikampf auf 277,5 kg (125 kg – 152,5 kg) gesteigert.
Auch in den nächsten Jahren gelang es ihm regelmäßig seine Leistungen zu steigern. Im Jahre 1984 wurde er bei der deutschen Meisterschaft der A-Junioren in Ehrang im Leichtschwergewicht wieder 3. Sieger. Seine Leistungen betrugen 130 kg im Reißen und 155 kg im Stoßen, insgesamt also 285 kg.
Im Jahr 1985 wurde Roland Feldhoffer in St. Illgen deutscher Vizemeister bei den B-Junioren mit 295 kg im Zweikampf (135 kg – 160 kg) und in Leimen deutscher Vizemeister bei den Senioren mit 300 kg (130 kg – 170 kg), wobei der neue Meister Reinhard Klein aus Wuppertal nur 12,5 kg mehr hob als er.
Die stetige Aufwärtsentwicklung von Roland Feldhoffer, der in die deutsche Nationalmannschaft der Gewichtheber aufgenommen worden war, ging unter der Anleitung des Trainers Ewald Spitz auch 1986 weiter. Er wurde in diesem Jahr erstmals bei einem internationalen Wettbewerb, dem Baltic-Cup in Stavanger, eingesetzt. Dort erzielte er im Leichtschwergewicht 310 kg (135 kg – 175 kg). Wie weit er aber immer noch von der internationalen Spitze entfernt war, zeigt die Leistung des Siegers, des sowjetischen Sportlers Israel Arsamakow, der im Zweikampf 362,5 kg erzielte. Auch bei der Weltmeisterschaft dieses Jahres in Sofia durfte Roland Feldhoffer an den Start gehen. Er erreichte im Leichtschwergewicht 312,5 kg (135 kg – 177,5 kg) und belegte den 15. Platz. Sieger wurde der Bulgare Assen Slatew mit 405 kg vor Arsamakow mit 390 kg.
Zum Abschluss des Jahres 1986 wurde er dann in Neuaubing erneut deutscher Vizemeister im Leichtschwergewicht mit 310 kg (140 kg – 170 kg) hinter Bernd Ischt aus Wolfsburg, der 327,5 kg erzielte.
Im Jahr 1987 kam Roland Feldhoffer zunächst leistungsmäßig nicht weiter voran. Er stagnierte in seinen Leistungen wie die Ergebnisse zeigen, die er in diesem Jahr zunächst erzielte:
- 4. Platz bei der EG-Meisterschaft in Athen im Leichtschwergewicht mit 315 kg (135 kg – 175 kg),
- 8. Platz bei der Europameisterschaft in Reims im Leichtschwergewicht mit 312,5 kg (137,5 kg – 175 kg),
- 12. Platz bei der Weltmeisterschaft in Ostrava im Leichtschwergewicht mit 320 kg (142,5 kg – 177,5 kg)

Roland Feldhoffer zog daraus die Konsequenzen und wechselte gegen Ende des Jahres 1987 in das Mittelschwergewicht (Klasse bis 90 kg Körpergewicht), um dem ständigen Abtrainieren zu entgehen. Bei der Deutschen Meisterschaft der Senioren 1987 zeigte sich dann schon der erste Erfolg dieser Maßnahme, denn er steigerte seine Leistung im Zweikampf auf 342,5 kg (150 kg – 192,5 kg), mit der er hinter Stefan Ratschker aus Mutterstadt, der 355 kg erzielte und Lothar Hellenbrand aus Ehrang, der 347,5 kg hob, den 3. Platz belegte.
Das Olympiajahr 1988 wurde dann zum erfolgreichsten Jahr in der Laufbahn von Roland Feldhoffer. Er erzielte folgende Leistungen bzw. Resultate:
- 1. Platz, Deutsche Meisterschaft in Baunatal, Mittelschwergewicht, mit 350 kg (155 kg – 195 kg), vor Lothar Hellenbrand, 345 kg u. Wolfgang Mächtlen, AC Germania St. Illgen, 340 kg;
- 2. Platz, EG-Meisterschaft, Mittelschwergewicht, mit 345 kg (150 kg – 195 kg) hinter Keith Boxell, Großbritannien, 355 kg u. vor Per Larsen, Dänemark, 337,5 kg;
- 7. Platz, Europameisterschaft in Cardiff, Mittelschwergewicht, mit 347,5 kg (155 kg – 192,5 kg). Sieger wurde Anatoli Chrapaty aus der Sowjetunion mit 420 kg vor Iwan Tschakarow aus Bulgarien mit 417,5 kg;
- 7. Platz, Olympische Spiele in Seoul, Mittelschwergewicht, mit 350 kg (150 kg – 200 kg). Sieger wurde Anatoli Chrapaty mit 412,5 kg vor Nail Muchamedarow, UdSSR mit 400 kg

Nach den Olympischen Spielen musste Roland Feldhoffer aus beruflichen Gründen sein Training reduzieren. Im Jahre 1989 wurde er noch einmal beim Donau-Pokalturnier in Donaueschingen eingesetzt, kam aber im Mittelschwergewicht nur mehr auf 322,5 kg (140 kg- 182,5 kg). In den Jahren 1990 und 1991 hob er noch häufig für seinen Verein, den ASV Ladenburg, in der deutschen Gewichtheber-Bundesliga. Er erzielte dabei Leistungen um 320 kg. 1991 steigerte er seine Leistung noch einmal auf 342,5 kg (155 kg – 187,5 kg). Er stand dabei mit 92,5 kg Körpergewicht nur ganz leicht im Schwergewicht.
Am 23. Februar 1991 ereilte ihn jedoch das Gewichtheber-Schicksal. Bei einem Bundesligakampf wurden bei ihm bei einer Dopingkontrolle erhöhte Testosteron/Epitestosteron-Werte festgestellt. Er wurde daraufhin vom Deutschen Gewichtheber-Verband für ein Jahr gesperrt, kehrte aber nicht mehr auf die Heberbühne zurück.
Eine Bemerkung zum Schluss: Nach Intensivierung der Dopingkontrollen durch den Internationalen Gewichtheberverband gingen die Leistungen der Sieger bei den Olympischen Spielen bzw. Weltmeisterschaften im Mittelschwergewicht von ca. 420 kg (siehe Anatoli Chrapaty) um ca. 30 kg bis 40 kg zurück. Nizami Paşayev aus Aserbaidschan, der im Jahre 2005 bei der Weltmeisterschaft mit 401 kg erstmals wieder die 400 kg-Grenze in der Gewichtsklasse bis 94 kg überschritt, wurde anschließend des Dopings überführt und als Wiederholungstäter lebenslang gesperrt.